# Johann Christian Friedrich Dietz
Johann Christian Friedrich Dietz (* 14. Juni 1765 in Wetzlar; † 9. November 1833 in Ziethen) war ein deutscher Pädagoge, evangelisch-lutherischer Geistlicher und Publizist.

## Leben
Johann Christian Friedrich Dietz war ein Sohn von Rudolf Johann Dietz, der 1769 als Hofgerichts-Pedell und Bediensteter eines Assessors am Hof- und Landgericht nach Güstrow kam. Er besuchte die Domschule Güstrow. Schon als Schüler veröffentlichte er 1780 Aufsätze eines Jünglings sowie eine Trauerschrift auf den Tod des Subrektors Schlotter. Von 1782 bis 1785 studierte er Evangelische Theologie an der Universität Göttingen. Sein während der Studienzeit geführtes Album Amicorum mit 153 Einträgen aus den Jahren 1782 bis 1785 ist im Landeshauptarchiv Schwerin erhalten.
Nach Güstrow zurückgekehrt, wurde er 1786 Succentor (Unter-Kantor, Lehrer) an der Domschule. Im selben Jahr begann er, das Magazin Mecklenburgisches Museum herauszugeben. Davon erschienen drei Hefte. Ein im dritten Heft 1787 veröffentlichter kritischer Aufsatz zum mecklenburgischen Katechismus führte zu einem Verfahren gegen Dietz vor dem herzoglichen Konsistorium in Rostock und zum Ende des Magazins.
Dennoch wurde Dietz 1789 beim Amtsantritt des Rektors Adolf Friedrich Fuchs zum Subrektor der Domschule befördert. Am 6. Dezember 1800 erlangte er den Magister-Grad an der Universität Rostock. 1804 kam er als Rektor an die Domschule Ratzeburg auf dem zu Mecklenburg-Strelitz gehörenden Domhof Ratzeburg. In Ratzeburg gehörte er 1807 zu den Gründern der Literarischen Gesellschaft und war 1808 Redakteur der Ratzeburger Literarischen Blätter. 1812 wurde er Pastor der zum Dom gehörenden St. Laurentius-Kirche von Ziethen bei Ratzeburg. Sein Nachfolger als Rektor wurde Johann Georg Rußwurm.
Dietz war auf philosophischem Gebiet Kantianer und nahm als solcher gegen Dietrich Tiedemann publizistisch Stellung.
Eine enge Freundschaft verband ihn mit Johann Carl Christian Fischer.
Seit 1791 war er verheiratet mit Friederica Carolina Wilhelmina Kistner (1775–1845), „des sel. Herrn Landrats Baron von Wendhausen natürl. Tochter“.

## Werke
- Aufsätze eines Jünglings. Rostock 1780
- Dem Tode des Lehrers, Sr. Hochedelgeb. des Herrn Subrektor. Rostock: Müller 1780
- Beiträge zum Theater, zur Musik und der unterhaltenden Lektüre überhaupt. Stendal: Franzen & Grosse 1785
- Mecklenburgisches Museum. Rostock: Müller 1786 (3 Hefte)
- Predigten. Rostock: gedruckt in der Müllerschen Officin 1795

Digitalisat, UB Rostock
- Antitheätet oder Versuch einer Prüfung des von dem Herrn Hofrath Tiedemann in seinem Theätet aufgestellten philosophischen Systems: mit einigen eingewebten Nebenerläuterungen. Rostock und Leipzig: Stillersche Buchhandlung 1798

Digitalisat, SLUB Dresden
- Beantwortung der idealistischen Briefe des Hofraths Tiedemann. Gotha 1801
- Die Philosophie und der Philosoph aus dem wahren Gesichtspunkte und mit Hinsicht auf die heutigen Streitigkeiten betrachtet. Leipzig: Wolf 1802
- Anrede an die erste Classe der Ratzeburgischen Domschule. [anläßlich des Todes eines Mitschülers] Ratzeburg: Gläser 1805
- Ein Scherflein zur Verständigung über die Wahl der Gegenstände und die Methoden des Unterrichts : zugleich Einladung zu der am 30. Septemb. anzustellenden öffentlichen Prüfung in der Ratzeburgischen Domschule. Ratzeburg: Gläser 1805
- (Hrsg.) Mecklenburgisches Journal. 2 Bände, Schwerin 1805, 1806
- Einige Bemerkungen über den Sprachunterricht: Nebst einer Einladung zu der am 29sten September anzustellenden Prüfung in der hiesigen Domschule. Ratzeburg: Gläser 1806
- Beytrag zur genauern Bestimmung der Lehre von dem Gebrauche der Zeiten, besonders in der lateinischen Sprache: zugleich Einladung zu der am 5. Octob. zu haltenden öffentlichen Prüfung in der Ratzeburgischen Domschule.[Ratzeburg], 1807
- Einladung zu der am 3. October zu haltenden öffentlichen Prüfung in der Ratzeburgischen Domschule: voraus geht eine Abhandlung über die Folge der Temporum ... Ratzeburg: Gläser 1808
- Über Wissen, Glauben, Mysticismus und Skepticismus. Lübeck 1808
- Vier Zeitpredigten. [Ratzeburg], 1814